# Epideira perksi
Epideira perksi é uma espécie de gastrópode do gênero Epideira, pertencente à família Horaiclavidae.